# Schloss Lengberg

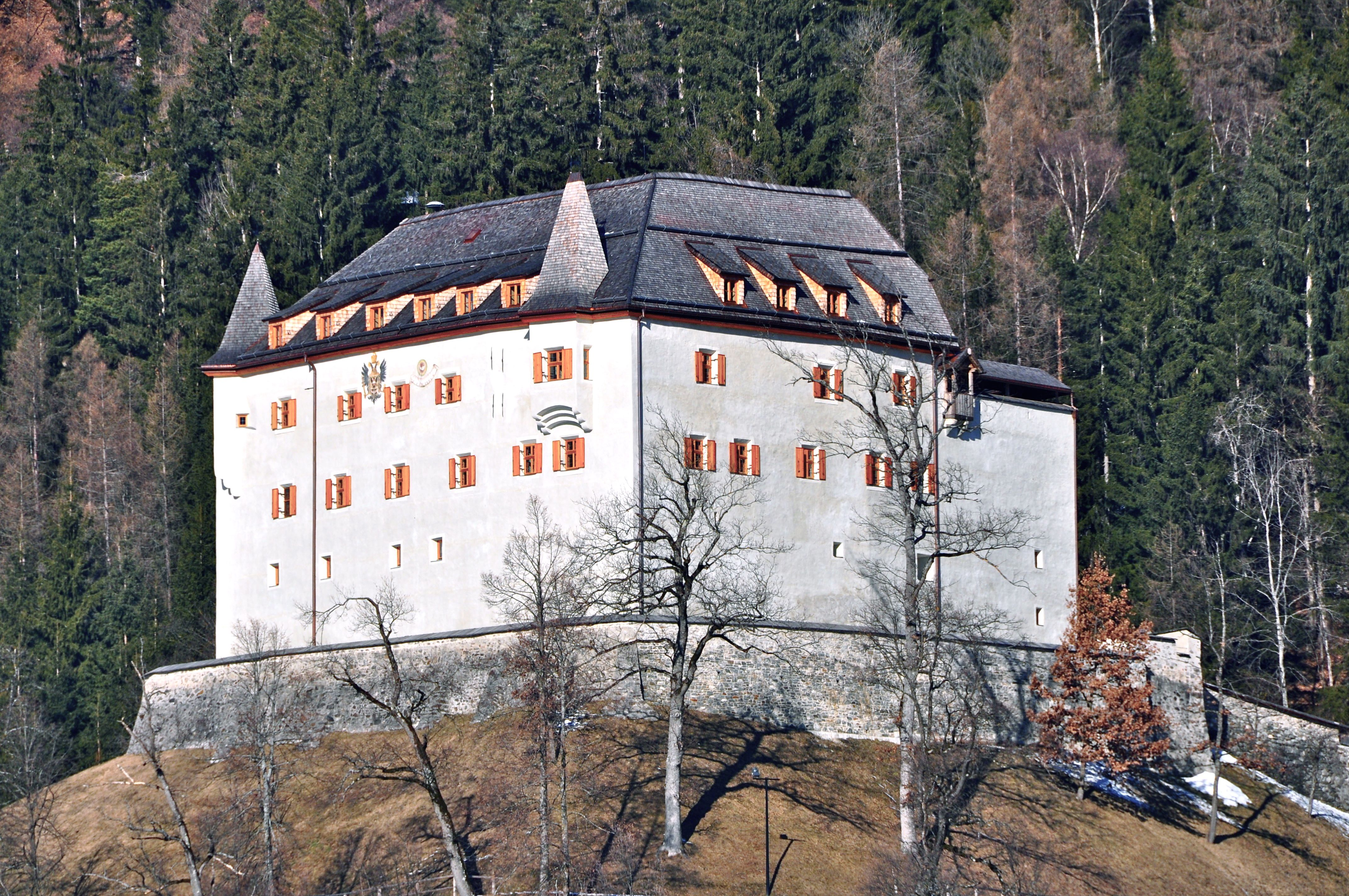
Schloss Lengberg, Südwestansicht

Schloss Lengberg ist ein Schloss in Tirol, dessen Ursprünge auf das Jahr 1190 zurückgehen. Es wird heute vom Aufbauwerk der Jugend genutzt. Das Gebäude steht unter Denkmalschutz (Listeneintrag).

## Lage
Schloss Lengberg liegt auf einem kleinen Hügel auf der Nordseite des Drautals im Gemeindegebiet von Nikolsdorf, in der Nähe der Kärntner Grenze; ca. 13 Kilometer östlich der Osttiroler Bezirkshauptstadt Lienz.

## Geschichte

### Ursprünge
Die erste urkundliche Erwähnung von Burg Lengberg wird auf das Jahr 1190 datiert. Zur damaligen Zeit gehörte die Burg Lengberg zum Herrschaftsbereich der Grafen von Lechsgemünde. Es handelt sich hierbei um ein schwäbisches Herrschergeschlecht, dessen Stammburg an der Mündung des Lechs in die Donau gelegen war.
Historiker gehen davon aus, dass jenes Herrschergeschlecht im 12. Jahrhundert Burg Lengberg errichtet hat, um ihre Besitzungen besser verwalten zu können. Baugeschichtlich betrachtet handelt es sich bei der damaligen Burg um einen romanischen Bau, bestehend aus einem zweistöckigen Palas mit einer 2,20 Meter dicken Ringmauer. Burg Lengberg besaß keinen Bergfried, was auf eine verwaltungstechnische Verwendung des Bauwerkes schließen lässt.

### 13. Jahrhundert
1207 verkaufte der damalige Graf Heinrich von Lechsgemünde Burg Lengberg zusammen mit den Herrschaften zu Matrei und Mittersill an den damaligen Erzbischof Eberhard von Salzburg. Im Zuge dieses Kaufvertrages wurde vereinbart, dass Heinrich zu Lebzeiten das Nutzungsrecht der drei Herrschaften behalten sollte.
Nach dem Tod Heinrichs von Lechsgemünde 1212 kam die Herrschaft zu Lengberg an das Erzstift Salzburg (weltlicher Besitz des Erzbistums Salzburg). Der Erzbischof setzte daraufhin einen Burgpfleger, Burgrichter bzw. Burgvogt ein, der im Namen des Erzbischofes die Herrschaft verwaltete und Recht sprach. Das so entstandene Gericht Lengberg erhielt zudem die niedere Gerichtsbarkeit. In den nächsten 150 Jahren wechselten sich mehrere Adelsfamilien in der Pflege, d. h. der Verwaltung der Burg ab.
Die ersten Pfleger die in Lengberg nachweisbar sind, waren 1223 Alram von Matrei und 1241 die Gebrüder Otto und Weringand von Matrei. Zwischen 1273 und 1284 verspricht Burggraf Friedrich von Lienz, die aus Gnade vom Erzbischof Friedrich erhaltene Burg Lengberg getreu zu verwalten.

### 15./16. Jahrhundert
In 1419 erhielten die Gebrüder Peter und Andre Mosheimer Lengberg zur lebenslangen Pflege verliehen. Peter hielt die Burg bis 1453 oder 1454, hernach Andre bis 1465 um dann von seinem Sohn Peter Mosheimer nachgefolgt zu werden, welcher Lengberg bis 1480. Im selben Jahr erhielt Virgil von Graben das Amt des Burggrafen/Burgpflegers zu Lengberg auf Lebenszeit übertragen. Zwischen 1480 und 1485 fanden größere Umbauarbeiten statt, als Von Graben Lengberg gotisch ausbaute.
Die damalige zweistöckige Burg erhielt im Zuge dieser Umbaumaßnahmen ein zusätzliches Stockwerk, ergänzt mit einem Westtrakt und einem Osttrakt. Im so genannten Westtrakt wurde eine Burgkapelle installiert, die 1485 dem Heiligen Sebastian und Nikolaus geweiht wurde. Die kirchliche Weihe der Burgkapelle wurde vom damaligen Bischof von Caorle, Pietro Carolo, durchgeführt. Geschildert wurden diese Weihe und die darauffolgenden Festlichkeiten von seinem damaligen Sekretär Paolo Santonino in dessen Reisetagebücher „Itinerarium“. Neben diesen Hauptbautätigkeiten wurde die Wehrmauer zusätzlich aufgestockt und durch eine Zwingermauer ergänzt. Dem damals abgesenkten Hofniveau musste das Burgtor angepasst werden. Dieses sitzt seither um ungefähr 3 Meter tiefer.
Nach dem Tod Virgils von Graben im Jahr 1507 verzichteten dessen Söhne, worunter Lukas von Graben zum Stein, gegen eine hohe Barzahlung seitens des Salzburger Erzbischof Leonhard von Keutschach auf die Feste Lengberg. Nachher wechselte das Amt des Burgpflegers bzw. Richters zu anderen adeligen Familien.

### 17./18. Jahrhundert
Die folgenden Jahre sahen für Burg Lengberg eher triste aus. So gibt es häufige Briefwechsel aus der damaligen Zeit zwischen Burgpfleger und Erzbischof von Salzburg, in denen es vorwiegend um Geldforderungen von Seiten des Burgpflegers für notwendige Renovierungsarbeiten an der Burg ging. Ende des 18. Jahrhunderts war der Zustand der Burg so unerträglich für den damaligen Richter Josef Franz von Getzinger, dass er aus der Burg in den unterhalb liegenden Getzenhof einzog und von nun an dort Gericht hielt.

### 19. Jahrhundert
Im 19. Jahrhundert wechselten sich die Besitzer von Schloss Lengberg ab. Im Zuge des Reichsdeputationshauptschlusses von 1803 wurde das Erzbistum Salzburg aufgelöst und in das Kurfürstentum Salzburg umgewandelt. Das bedeutete für das Gericht Lengberg und somit für Schloss Lengberg, dass es nun Teil des Kurfürstentums Salzburg wurde und somit dem habsburgischen Großherzog Ferdinand von Toscana übergeben wurde. Es gehörte somit zum Haus Habsburg.
Im Zuge der napoleonischen Kriege und der Niederlage der habsburgischen Koalition gegen Napoleon kam Osttirol zu den neu gegründeten Illyrischen Provinzen und somit unter französische Verwaltung. Das Gericht Lengberg, das ja immer noch bestanden hatte, wurde nun 1812 aufgelassen. Das Gebäude Schloss Lengberg verfiel in den darauf folgenden Jahren.
Mit der Niederlage Napoleons kehrte offiziell 1816 die österreichische Verwaltung wieder. Das 1812 aufgelassene Gericht Lengberg wurde aber nicht wieder errichtet; sein Bereich wurde mit dem Landgericht Lienz vereinigt und damit der Grafschaft Tirol zugeordnet.
Ab 1821 befindet sich Schloss Lengberg in Privatbesitz. Einerseits wurde es genutzt als Altarwerkstatt, andererseits aber auch als Lazarett während der Choleraepidemie von 1831. Trotz vieler privater Vorschläge bzgl. der Nutzung von des Anwesens (unter anderem wollte Franz Clement ein Ferienheim für Kinder darin einrichten) gelang es dem Kärntner Landtagspräsidenten Karl Graf Lodron-Laterno um 1913 das Schloss zu erwerben.

### 20. Jahrhundert

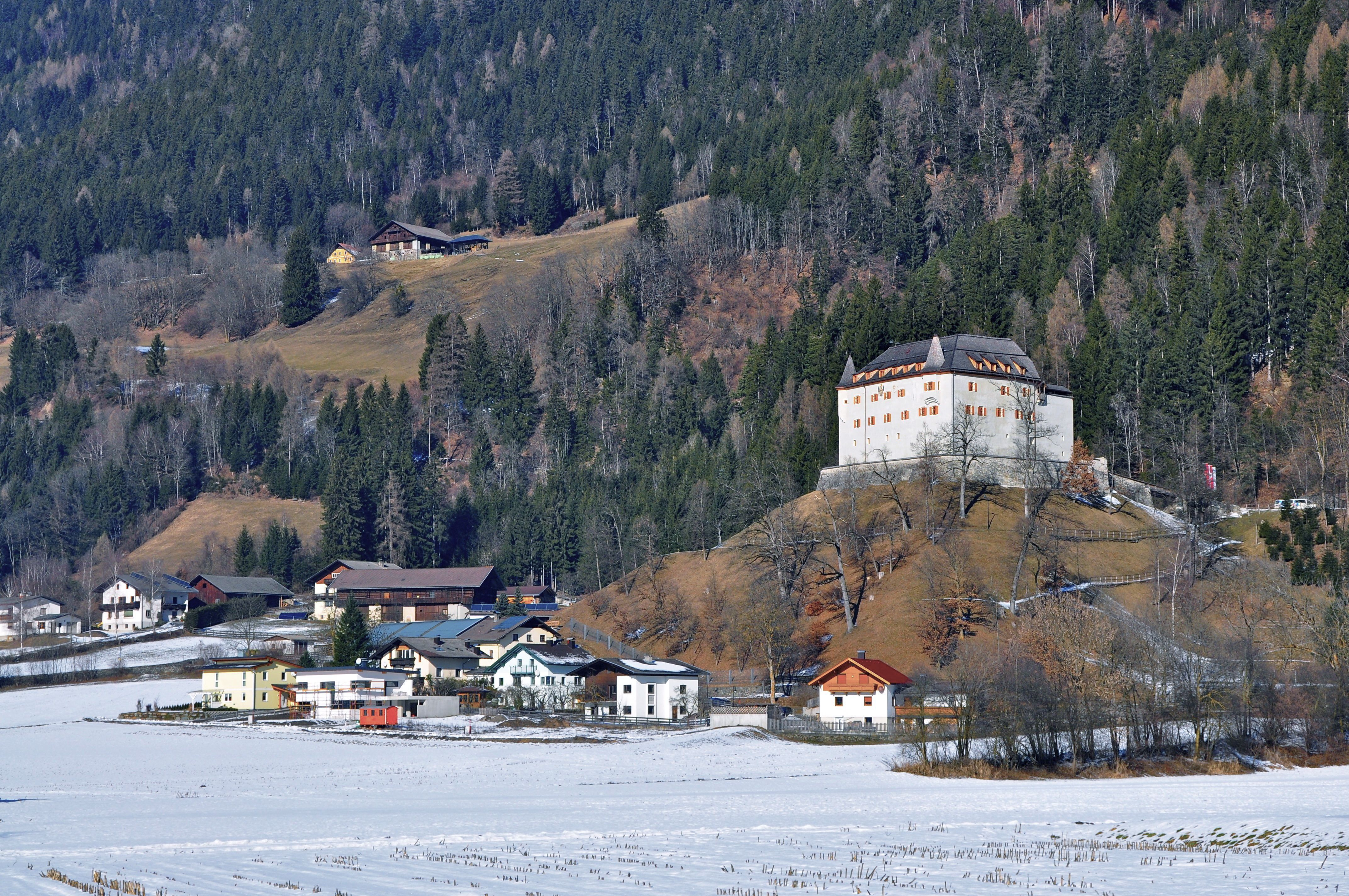
Schloss Lengberg mit der umgebenden Gemeinde Nikolsdorf

1920 konnte der holländische Bankier Paul May das heruntergekommene Schloss käuflich erwerben. Er ließ Teile des Schlosses soweit renovieren, dass es wieder bewohnbar war. Die Familie May war u. a. mit dem holländischen Königshaus befreundet, so dass die holländische Königin Wilhelmina zeitweise auf Sommerfrische in Lengberg weilte.
Im Zuge des Anschlusses Österreichs an Nazi-Deutschland wurden die Besitzungen und somit Schloss Lengberg der Familie May enteignet und dem Deutschen Reich unterstellt. Inwiefern das Schloss nun genutzt wurde, ist nicht bekannt. Erst im Jahre 1945 wurde das Schloss als Quartier von den britischen Besatzungstruppen genutzt. 1948 wurde das Schloss den Eigentümern zurückerstattet.
1956 verkaufte die Familie May den heruntergekommen und stark beschädigten Besitz an das Land Tirol. Im gleichen Jahr beschloss der Tiroler Landtag, das Gebäude dem sozialen Verein Aufbauwerk der Jugend zur Durchführung seiner Aufgaben zu überlassen. Schloss Lengberg, das zu diesem Zeitpunkt sehr renovierungsbedürftig war, wurde unter Einsatz vieler Freiwilliger instand gesetzt. Im Zuge dieser Renovierungsarbeiten wurde die bestehende Burgkapelle im Westtrakt des Palas abgerissen und durch eine Küche ersetzt. Als Ersatz wurde eine neue Burgkapelle nach den Plänen des Architekten Hubert Völlenklee im Untergeschoß – in der ehemaligen Futterkammer – eingerichtet und eingeweiht. Völlenklee hat auch die Stirnwand des Sakralraumes mit einem großen Fresko geschmückt. Es zeigt den Tod des Hl. Sebastian sowie dessen Katakombengrab.
Nach diesen Renovierungsarbeiten diente Schloss Lengberg zuerst als Jugendherberge. Später stand dieses Gebäude der Landwirtschaftlichen Schule als Unterkunft zur Verfügung.
Das Erdbeben im Jahr 1976 führte zu starken Beschädigungen am Gebäude, sodass wieder Renovierungsarbeiten durchgeführt werden mussten.
Neben dem eigentlichen Verwendungszweck durch das Aufbauwerk der Jugend, war Schloss Lengberg auch Austragungsort der Kulturtage zur 800-Jahr-Feier des Schlosses.

### 21. Jahrhundert
2008 startete schließlich die vom Land Tirol finanzierte Generalsanierung. Die ganze Burg wurde barrierefrei erschlossen und durch einen Zubau auf der Schlossmauer erweitert. Alle Umbau-, Sanierungs- und Restaurierungsarbeiten wurden in Abstimmung mit dem Bundesdenkmalamt durchgeführt. In diesem Zusammenhang konnten die Archäologen von der Universität Innsbruck in einer Gewölbezwickelfüllung wertvolle Funde aus dem Zeitraum vom 14. bis 18. Jahrhundert bergen. So wurden neben einer mittelalterlichen Einhandflöte, die auf Schloss Lengberg besichtigt werden kann, auch Münzen, Spielkarten, div. Gläser, Keramiken und Reste von Kleidungsstücken gefunden, die die Bekleidungsgeschichte revolutionieren: Mehrere mittels der C14-Methode in das 15. Jahrhundert datierbare Büstenhalter belegen die Existenz von BHs lange vor der (bisher angenommenen) Erfindung im 19. Jahrhundert!
Nach dem Umbau wird das Schloss seit Januar 2010 wieder von den Teilnehmern und Mitarbeitern des Aufbauwerks der Jugend genutzt und bewohnt.